# آن بوبي
آن بوبي (بالإنجليزية: Anne Bobby)‏ مواليد 12 ديسمبر 1967 في باترسون، هي ممثلة أمريكية بدأت مسيرتها الفنية عام 1985.

## وصلات خارجية
- آن بوبي على موقع IMDb (الإنجليزية)
- آن بوبي على موقع ألو سيني (الفرنسية)
- آن بوبي على موقع أول موفي (الإنجليزية)
- آن بوبي على موقع قاعدة بيانات برودواي على الإنترنت (الإنجليزية)
- آن بوبي على موقع قاعدة بيانات الأفلام السويدية (السويدية)
- آن بوبي على موقع قاعدة بيانات الفيلم (الإنجليزية)
- آن بوبي على موقع كينوبويسك (الروسية)